# Amy Cure
Amy Cure (* 31. Dezember 1992 in Burnie, Tasmanien) ist eine ehemalige australische Radrennfahrerin, die auf Bahn und Straße aktiv war.

## Sportliche Laufbahn
2009 wurde Amy Cure in Moskau Junioren-Weltmeisterin im Scratch, auf nationaler Ebene  Junioren-Meisterin in der Einerverfolgung. 2010 errang sie drei australische Meistertitel bei den Junioren: im Einzelzeitfahren auf der Straße, in der Verfolgung sowie im Punktefahren auf der Bahn. Bei den Junioren-Straßenweltmeisterschaften im selben Jahr wurde sie Dritte im Einzelzeitfahren. Im August 2010 stellte Cure gemeinsam mit Michaela Anderson und Isabella King bei den Junioren-Bahnweltmeisterschaften in  Montichiari mit 3:26,808 Minuten einen neuen Juniorinnen-Weltrekord in der Mannschaftsverfolgung über 3000 Meter auf, der zwei Jahre lang Bestand hatte.
Ab 2011 startete Cure in der Elite und erreichte bei australischen Meisterschaften mehrfach Podiumsplätze. Bei den Bahn-Weltmeisterschaften 2011 in Apeldoorn wurde sie mit dem australischen Team Vierte in der Mannschaftsverfolgung, mit Katherine Bates und Josephine Tomic. Bei den UCI-Bahn-Weltmeisterschaften 2013 in Minsk wurde sie gemeinsam mit Annette Edmondson und Melissa Hoskins Vize-Weltmeisterin in der Mannschaftsverfolgung; in der Einerverfolgung errang sie die Bronzemedaille. Im selben Jahr konnte sie auch Erfolge auf der Straße feiern, wie ihren Sieg bei der Tour de Feminin – O cenu Českého Švýcarska.
2015 wurde Amy Cure mit Annette Edmondson, Ashlee Ankudinoff und Melissa Hoskins Weltmeisterin in der Mannschaftsverfolgung. Im Jahr darauf wurde sie für die Teilnahme an den Olympischen Spielen in Rio de Janeiro nominiert. Sie startete in der Mannschaftsverfolgung und belegte mit dem australischen Frauen-Vierer Rang fünf. Bei den UCI-Bahn-Weltmeisterschaften 2017 errang sie gemeinsam mit Ashlee Ankudinoff, Alexandra Manly und Rebecca Wiasak die Silbermedaille in der Mannschaftsverfolgung. Bei den Commonwealth Games 2018 gewann sie zwei Goldmedaillen, in der Mannschaftsverfolgung und im Scratch. Im Jahr darauf wurde der australische Frauen-Vierer mit Cure in seinen Reihen erneut Weltmeister, Cure gewann zudem mit Georgia Baker Silber im Zweier-Mannschaftsfahren. Bei den Ozeanienmeisterschaften 2019/20 siegte sie im Punktefahren, im Omnium und mit Manly im Zweier-Mannschaftsfahren.
Nachdem die Olympischen Spiele in Tokio wegen der COVID-19-Pandemie auf 2021 verschoben worden waren, erklärte Cure im Juni 2020 ihren Rücktritt vom Leistungsradsport.

## Erfolge

### Bahn
2009
- Junioren-Weltmeisterin – Scratch
- Junioren-Weltmeisterschaft – Einerverfolgung
- Australische Junioren-Meisterin – Einerverfolgung

2010
- Australische Junioren-Meisterin – Punktefahren, Einerverfolgung

2013
- Weltmeisterschaft – Einerverfolgung

2014
- Weltmeisterin – Punktefahren
- Weltmeisterschaft – Einerverfolgung, Mannschaftsverfolgung (mit Annette Edmondson, Melissa Hoskins und Isabella King)
- Australische Meisterin – Einerverfolgung, Mannschaftsverfolgung (mit Georgia Baker, Lauren Perry und Macey Stewart)

2015
- Weltmeisterin – Mannschaftsverfolgung (mit Annette Edmondson, Ashlee Ankudinoff und Melissa Hoskins)
- Weltmeisterschaft – Scratch
- Weltmeisterschaft – Einerverfolgung
- Bahnrad-Weltcup in Cambridge – Mannschaftsverfolgung (mit Georgia Baker, Annette Edmondson und Ashlee Ankudinoff)
- Bahnrad-Weltcup in Cali – Mannschaftsverfolgung (mit Ashlee Ankudinoff, Alexandra Manly und Rebecca Wiasak)
- Australische Meisterin – Einerverfolgung, Mannschaftsverfolgung (mit Georgia Baker, Lauren Perry und Macey Stewart)

2017
- Weltmeisterschaft – Mannschaftsverfolgung (mit Ashlee Ankudinoff,  Alexandra Manly und Rebecca Wiasak)
- Weltmeisterschaft – Zweier-Mannschaftsfahren (mit Alexandra Manly)
- Bahnrad-Weltcup in Cali – Punktefahren
- Bahnrad-Weltcup in Los Angeles – Zweier-Mannschaftsfahren (mit Alexandra Manly)
- Ozeanienmeisterin – Omnium, Zweier-Mannschaftsfahren (mit Annette Edmondson), Mannschaftsverfolgung (mit Ashlee Ankudinoff, Annette Edmondson und Alexandra Manly)
- Ozeanienmeisterschaft – Punktefahren, Scratch
- Australische Meisterin – Scratch

2018
- Siegerin Commonwealth Games – Scratch, Mannschaftsverfolgung (mit Annette Edmondson, Ashlee Ankudinoff und Alexandra Manly)
- Australische Meisterin – Punktefahren

2019
- Weltmeister – Mannschaftsverfolgung (mit Ashlee Ankudinoff, Annette Edmondson, Georgia Baker und Alexandra Manly)
- Weltmeisterschaft – Zweier-Mannschaftsfahren (mit Georgia Baker)
- Australische Meisterin – Scratch

2019/20
- Ozeanienmeisterin – Punktefahren, Omnium, Zweier-Mannschaftsfahren (mit Alexandra Manly)

### Straße
2010
- Australische Junioren-Meisterin – Einzelzeitfahren

2012
- eine Etappe Ster van Walcheren

2013
- Gesamtwertung und zwei Etappen Tour de Feminin – O cenu Českého Švýcarska
- eine Etappe Trophée d’Or Féminin

## Teams
- 2011–2012 Jayco-AIS
- 2013–2015 Lotto
- 2017 Wiggle High5
- 2018 Wiggle High5